# Brauner Blütenkäfer
Der Braune Blütenkäfer (Anthrenus fuscus) ist ein Käfer aus der Familie der Speckkäfer. Das aus dem Lateinischen stammende Art-Epitheton fuscus bedeutet „dunkelbraun“ oder „schwärzlich“. Die Art gehört zur Untergattung Helocerus.

## Merkmale
Die 2–3,4 mm langen Käfer besitzen eine ovale Gestalt. Ihre Dorsalseite ist überwiegend schwarz oder dunkelbraun geschuppt, die Ventralseite weiß. Über die Flügeldecken verlaufen drei schmale Querbänder aus gelben Schuppen. Die vordere davon verläuft nahe der Flügeldeckennaht nach vorne zur Basis. Der Rand des Halsschilds ist hinten konvex und weist vorne eine ausgeschweifte Verengung auf. Die hinteren Winkel des Halsschilds sind großflächig weiß beschuppt. Fühler und Beine sind gelbrot gefärbt. Die Fühler sind fünfgliedrig. Das letzte Fühlerglied bildet die Keule.

## Ähnliche Arten
- Kabinettkäfer (Anthrenus museorum) – die Fühler sind 8-gliedrig[2]

## Verbreitung
Der Braune Blütenkäfer ist in der Paläarktis (Europa, Asien und Nordafrika) heimisch. In Europa ist er weit verbreitet. Im Norden reicht das Vorkommen bis nach Skandinavien und auf die Britischen Inseln. Die Art wurde in Nordamerika (im Osten der Vereinigten Staaten und Kanadas) sowie an weiteren Orten auf der Welt eingeschleppt.

## Lebensweise
Die Imagines beobachtet man gewöhnlich von Mai bis Ende Juli. Man findet sie an den Blüten verschiedener Doldenblütler. Die Larven ernähren sich ähnlich denen verwandter Speckkäfer-Arten von getrockneten tierischen Produkten.